# Estádio José Luís Correa
Estádio José Luís Correa – stadion piłkarski, w Bacabal, Maranhão, Brazylia, na którym swoje mecze rozgrywa klub Bacabal Esporte Clube.